# Langtang Khola
Der Langtang Khola (in deutschsprachigen Texten auch Langthang Khola geschrieben) ist ein Gebirgsfluss in Nepal.
Der Langtang Khola ist ein etwa 42 km langer linker Nebenfluss der Trishuli. Das Flusstal des Langtang Khola bildet den Kern des Langtang-Nationalparks. Der Langtang Khola wird vom Langshisa-Gletscher und weiteren Gletschern gespeist. Er durchfließt den zentralen Himalaya in westlicher Richtung. Nördlich erstreckt sich das Gebirgsmassiv des Langtang Himal als Teil des Himalaya-Hauptkamms. Er mündet schließlich oberhalb von Dhunche in die Trishuli. Das etwa 588 km² großes Einzugsgebiet des Flusses befindet sich vollständig innerhalb des Langtang-Nationalparks.